# ホットチョコレート効果
ホットチョコレート効果（英: hot chocolate effect, allassonic effect）とは、1980年にフランク・クローフォードが名づけた現象で、熱い液体に粉末を溶かした直後にカップを軽く叩き続けると音がどんどん高くなっていくというものである。音高の変化は3オクターブを超えることもある。ホットチョコレートやインスタントコーヒーをお湯に溶かすほか、気体が溶け込んで過飽和となったお湯やビールに塩を溶かすことでも起きる。現象自体は遅くとも1960年代後半には知られており、「コールドビール効果」「ココアサウンド効果」とも呼ばれていた。
粉末を溶かすと、粉末に付着していた気体によって気泡が発生する。溶液を撹拌して全体に気泡が分散すると液中の音速が減少し、それによって音の周波数はいったん下がる。気泡が液の中を上昇して液面から抜けていくにつれて音速は単相溶液の値に近づいていき、音の周波数も増加する。
この効果を観察するには、マグカップに暖かい牛乳を注ぎ、チョコレートパウダーを入れてかき混ぜ、牛乳の動きが止まらないうちにカップの底をスプーンで叩けばよい。音の高さは牛乳の流速や叩く強さとは無関係に徐々に高くなっていく。溶液をもう一度かき混ぜる（チョコレートパウダーは追加しない）と音はいったん低くなり、その後また高くなっていく。液が平衡に達するまでこの過程は何度か繰り返すことができる。

## 物理的起源
この現象は液中の音速が気泡密度から受ける影響によって説明される。マグカップから発生する音の高さは、カップ底面から液面までの距離を1/4波長とする定常波の周波数によって決まる。この周波数 f は、音速 v を液柱の高さ h の4倍で割ったものと等しい。
{\displaystyle f={\frac {v}{4h}}}
一様な流体（液体もしくは気体）中の音速 v は流体の密度 ρ と断熱体積弾性率 K に依存する。以下にラプラスによる音速の公式を示す。
{\displaystyle v={\sqrt {\frac {K}{\rho }}}}
水は空気より約800倍密度が高く、空気は水より約15000倍圧縮されやすい。水の中に多数の気泡が作られると、密度は純粋な水とほとんど変わらなくとも、圧縮率（K の逆数）は空気のそれに近くなる。これにより液中の音速は大きく低下する。液体の体積が決まっていれば波長は定数であり、したがって音の周波数（高さ）は気泡の存在によって減少する。
気泡の生成速度が異なると音響的特性も変わるので、加えた溶質の種類を識別することができる。